# Brîkulea, Șepetivka
Brîkulea (în ucraineană Брикуля) este un sat în comuna Stari Beizîmî din raionul Șepetivka, regiunea Hmelnîțkîi, Ucraina.

## Demografie
Componența lingvistică a localității Brîkulea
     Ucraineană (98,11%)
     Rusă (1,89%)
Conform recensământului din 2001, majoritatea populației localității Brîkulea era vorbitoare de ucraineană (98,11%), existând în minoritate și vorbitori de rusă (1,89%).